# Linne (Bad Essen)
Linne ist ein Ortsteil der niedersächsischen Gemeinde Bad Essen im Landkreis Osnabrück in Niedersachsen.

## Geographie
Linne liegt drei Kilometer südöstlich des Kernbereichs Bad Essens am Fuß des 181 m hohen Linner Berges. Durch den Ort fließt die Hunte.

## Kultur und Sehenswürdigkeiten

### Ehemalige Wasserburg
Die ehemalige Wasserburg Haus Krietenstein ist ein zweigeschossiges Herrenhaus über einem hohen Kellergeschoss. Erbauer um das Jahr 1760 war Friedrich Ernst Philipp von Grothaus (1734–1772), mit dem die Linie zu Krietenstein im Mannesstamm endete. Der rechte Teil des Gebäudes soll Reste aus dem Jahr 1543 enthalten. Am Fachwerk-Torhaus, das aus dem 18. Jahrhundert stammt, befindet sich das Wappen von Claus Grothaus/Engel Cath. Pladiese.